# Rue Mathis
La rue Mathis est une voie du 19e arrondissement de Paris.

## Situation et accès
Elle commence au 107 de l'avenue de Flandre, traverse la rue Archereau et se termine 30, rue Curial.
Ce site est desservi par la station de métro Crimée.

## Origine du nom
La rue tire son nom de celui d'un ancien  propriétaire local.

## Historique
Cette voie est ouverte sous sa dénomination actuelle en 1858. Elle est classée dans la voirie parisienne par un arrêté du 11 janvier 1865.
Le 11 mars 1918, durant la Première Guerre mondiale, le no 23 rue Mathis est touché lors d'un raid effectué par des avions allemands.

## Bâtiments remarquables et lieux de mémoire
- La rue Mathis a une piscine, un gymnase, le centre sportif Mathis et un centre d'animation.
- On trouve aussi le Cours Florent, célèbre école parisienne d'art dramatique, au croisement de la rue Archereau.
- No 14 : école élémentaire publique Mathis[2].
- No 22 : ici se trouvait dans les années 2000 une plaque commémorative fantaisiste : « Cette plaque a été posée le 19 décembre 1953 »[3].
- Une ferme urbaine consacrée à la culture des champignons de Paris se trouve dans un parking souterrain de cette rue[4].